# BMW G02
BMW G02 (eller BMW X4) är en crossover som den tyska biltillverkaren BMW planerar att introducera på Internationella bilsalongen i Genève  i mars 2018.

## Motor
| Modell           | Årsmodell | Motor                    | Cylindervolym | Effekt     | Bränslesystem              |
| ---------------- | --------- | ------------------------ | ------------- | ---------- | -------------------------- |
| X4 xDrive 20d    | 2018-     | B47: 4-cyl radmotor DOHC | 1995 cm³      | 190 hk     | Common rail turbodiesel    |
| X4 xDrive 25d    | 2018-19   | B47: 4-cyl radmotor DOHC | 1995 cm³      | 231 hk     | Common rail turbodiesel    |
| X4 xDrive 30d    | 2019-     | B57: 6-cyl radmotor DOHC | 2993 cm³      | 265-286 hk | Common rail turbodiesel    |
| X4 M40d          | 2018-     | B57: 6-cyl radmotor DOHC | 2993 cm³      | 326-340 hk | Common rail turbodiesel    |
| X4 xDrive 20i    | 2018-     | B48: 4-cyl radmotor DOHC | 1998 cm³      | 184 hk     | Direktinsprutning, turbo   |
| X4 xDrive 30i    | 2018-     | B48: 4-cyl radmotor DOHC | 1998 cm³      | 245-252 hk | Direktinsprutning, turbo   |
| X4 M40i          | 2019-     | B58: 6-cyl radmotor DOHC | 2998 cm³      | 354 hk     | Direktinsprutning, turbo   |
| X4 M             | 2020-21   | S58: 6-cyl radmotor DOHC | 2998 cm³      | 480 hk     | Direktinsprutning, biturbo |
| X4 M Competition | 2020-     | S58: 6-cyl radmotor DOHC | 2998 cm³      | 510 hk     | Direktinsprutning, biturbo |